# 할로윈 엔드
할로윈 엔드(Halloween Ends)는 미국에서 제작된 데이빗 고든 그린 감독의 2022년 공포 영화이다. 제이미 리 커티스 등이 주연으로 출연하였고 말렉 아카드 등이 제작에 참여하였다.

## 출연

### 주연
- 제이미 리 커티스
- 앤디 마티첵
- 로한 캠벨

### 조연
- 윌 패튼
- 닉 캐슬